# Центральна збагачувальна фабрика «Чумаківська»
47°58′26.3″ пн. ш. 37°53′44.4″ сх. д. / 47.973972° пн. ш. 37.895667° сх. д.

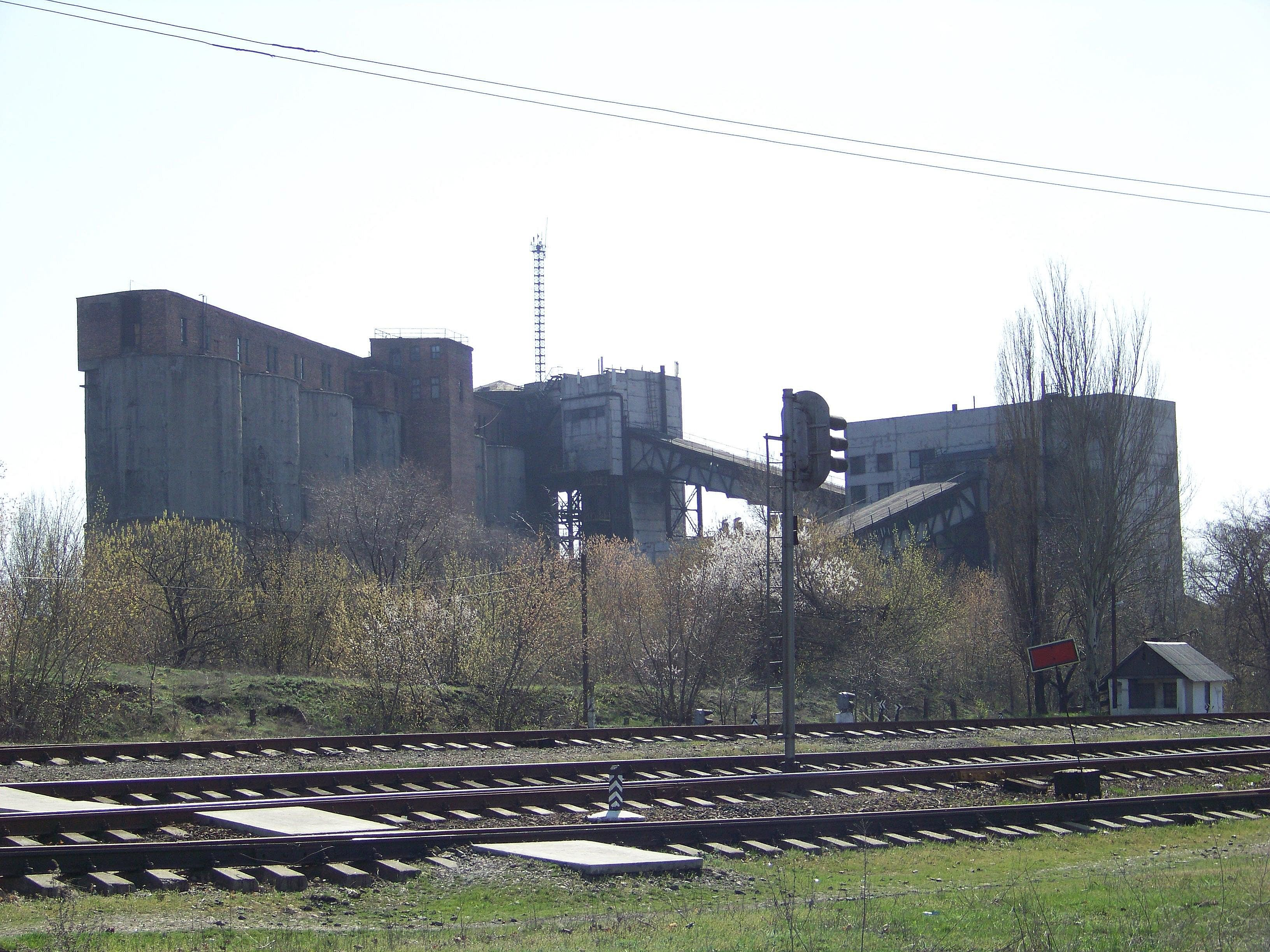
ЦЗФ «Чумаківська».

Центральна збагачувальна фабрика «Чумаківська» — збагачувальна фабрика у місті Донецьку, споруджена за проектом інституту «Південшахтопроект». Одна з найстаріших в Україні діючих фабрик для збагачення коксівного вугілля. Введена в дію у 1935 році. Проектна потужність 2 млн тонн на рік. Первинно технологія передбачала роздільне збагачення дрібного вугілля (0,5—13 мм) у поршневих відсаджувальних машинах, крупного (+13 мм) — у мийних жолобах, які в подальшому було замінено відсаджувальними машинами. У 1952 році було ліквідовано сухе знепилення вугілля і впроваджено флотацію шламу. Водночас з флото-фільтрувальним відділенням було споруджено дозувально-акумулюючі бункери силосного типу та термічну сушарню. У 1965 році проведено реконструкцію фабрики з впровадженням важкосередовищних сепараторів та оновленням іншого технологічного устаткування. Виробнича потужність фабрики була підвищена до 3150 тис. тонн. У 1974 році для зневоднювання відходів флотації фабрика побудувала фільтр-пресову установку і однією з перших в Україні освоїла роботу водно-шламового господарства у замкненому циклі.
Місце знаходження: м.Донецьк, залізнична станція «Чумакове».